# 柏農高中前站

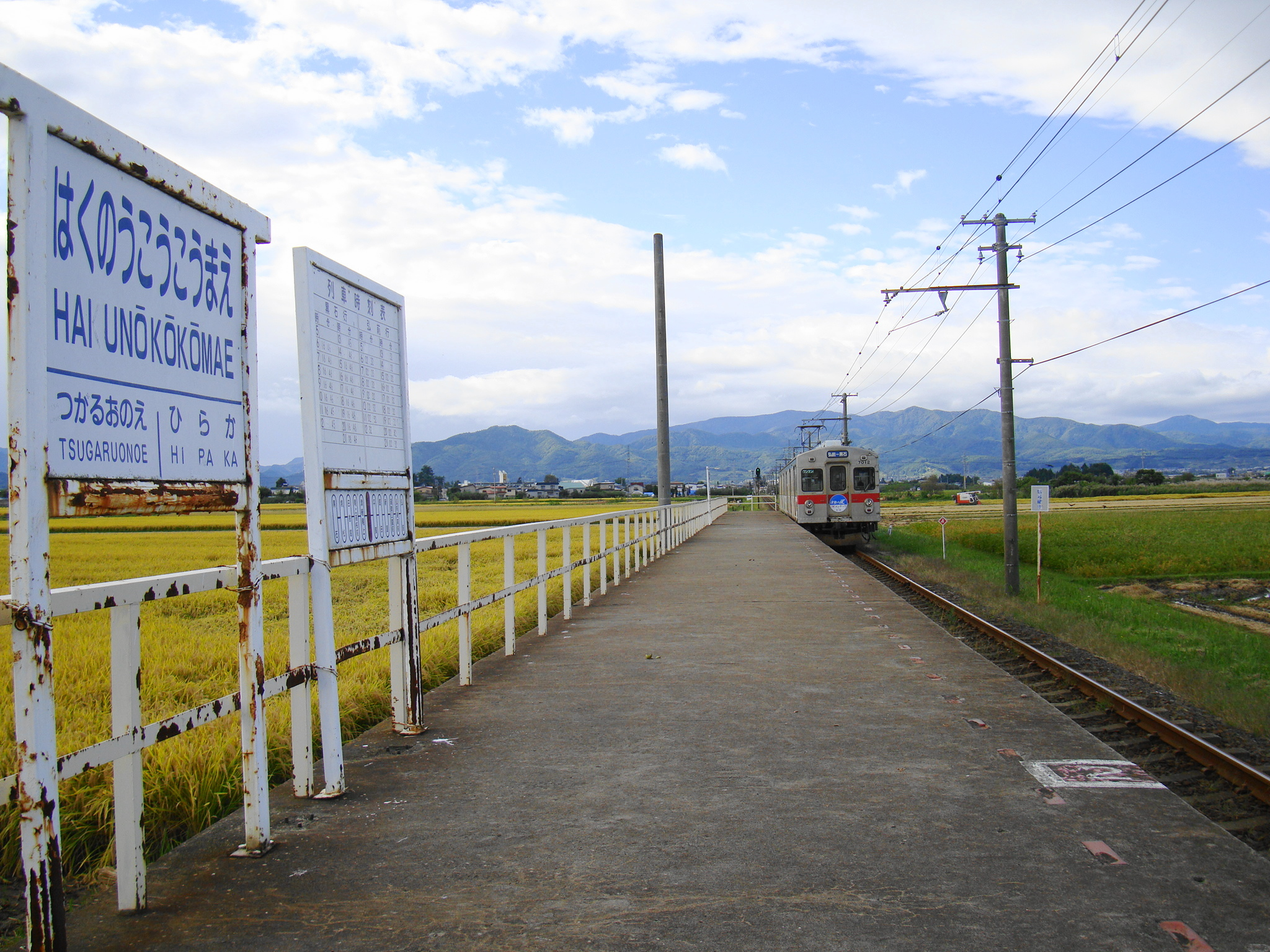
月台

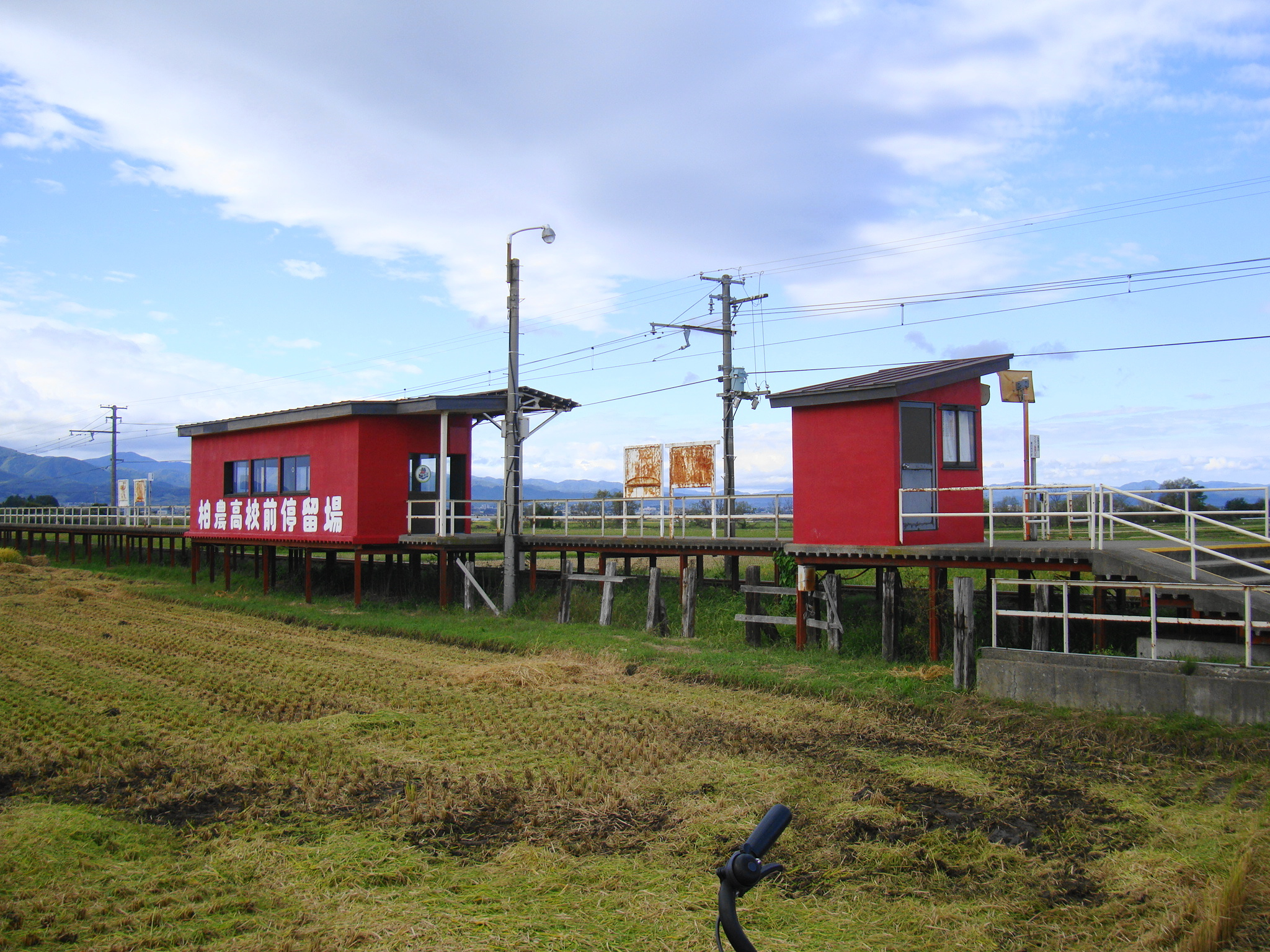
車站後方，可見「柏農高校前停留場」八個字。

柏農高中前站（日语：／ Hakuno Koko Mae eki */?）是位於青森縣平川市荒田南岡部18番3號，弘南鐵道的弘南線車站。
隨著青森縣立柏木農業高等學校遷移至舊・平賀町中心而開設此站。對比另一個以高校生為主的尾上高中前站，本站在高校圈內的民居比尾上高中前站為多，因此它除了服務高校生外，也惠及車站附近的民居。
2023年初時，弘南鐵道重新為各車站月台上的看板更新，並且加入了英文、繁體中文及韓文站名，其中英文及中文站名分別定為「Hakuno  High School」及「柏農高中前」，隨後的車站網頁亦更改為現時名稱。

## 車站構造
採用簡易車站模式興建，出入口建於車路旁，月台上設有一座候車小房，另外靠近入口也有一座較小小型售票場，有需要時可以派職員在此售票，但近年來幾乎未曾使用過。
兩座房間的外牆都被由高校學生和沿線居民塗上紅色，在窗上描繪了岩木山，其中在候車小房的背面寫上為「柏農高校前停留所」。

## 月台配置
只設有1個側式月台，由於是屬於近期建成的車站，所以月台入口採用了無障礙斜道。同樣採用鋼架及塗上水泥層的鋼板所搭成。
列車靠站時，往黑石方向為右側上落，往弘前方向為左側上落。
| 路線    | 方向 | 目的地   |
| ------- | ---- | -------- |
| ■弘南綫 | 上行 | 弘前方向 |
| ■弘南綫 | 下行 | 黑石方向 |

## 歷史
- 1980年6月23日：車站啟用。
- 2023年4月12日：增設車站編號[4]。

## 利用狀況
| 1日上落車人次 | 1日上落車人次 |
| 年度          | 1日平均人次   |
| ------------- | ------------- |
| 2011年        | 241           |
| 2012年        | 229           |
| 2013年        | 214           |
| 2014年        | 228           |
| 2015年        | 247           |
| 2016年        | 238           |
| 2017年        | 215           |
| 2018年        | 103           |
| 2019年        | 93            |
| 2020年        | 174           |
| 2021年        | 146           |
| 2022年        | 70            |

## 車站周邊
- 青森縣立柏木農業高等學校（日语：青森県立柏木農業高等学校）
- 平川市循環巴士（日语：平川市循環バス）「柏農高校前」巴士站
  - 新屋、尾崎線

## 相鄰車站
弘南鐵道
弘南線
平賀（KK06）－柏農高中前（KK07）－津輕尾上（KK08）

## 外部連結
- 柏農高中前站 （页面存档备份，存于）（日語） （各站資訊） - 弘南鐵道